# Äthiopisch-somalische Beziehungen
Die Äthiopisch-somalischen Beziehungen sind das zwischenstaatliche Verhältnis zwischen Äthiopien und Somalia. Die beiden Nachbarstaaten verbindet eine belastete Vergangenheit. Ende der 1970er Jahre kam es zum Ogadenkrieg, als die somalische Regierung unter Siad Barre Äthiopien angriff, um die von ethnischen Somali besiedelte Region Ogaden zu erobern. Der Angriff schlug allerdings fehl und beide Staaten kooperierten in der Folgezeit nur wenig. Als Somalia in den 1990er Jahren im Bürgerkrieg versank, mischte sich Äthiopien mehrfach im Nachbarland ein und besetzte 2006 sogar Mogadischu, um die Union Islamischer Gerichte von der Macht zu verdrängen. Nach der Etablierung der Bundesregierung Somalias 2012 wurde das Nachbarland für diese zu einem wichtigen Verbündetem im Kampf gegen die Dschihadisten. Ein Streitpunkt blieb allerdings das Verhältnis der Äthiopier zur Separatistenregierung in Somaliland. Der Versuch des äthiopischen Präsidenten Abiy Ahmed einen direkten Zugang zum Meer durch die Pachtung von Küstengebieten in Somaliland zu erhalten, führte 2024/25 zu einer Krise und einer kurzzeitigen Unterbrechung der diplomatischen Beziehungen.

## Geschichte

### Vormoderne Kontakte
Äthiopien und Somalia blicken auf jahrhundertelange Kontakte zurück, die von Handel bis hin zu kriegerischen Auseinandersetzungen reichen. Somali-Clans bevölkerten seit jeher das Horn von Afrika und unterhielten als nomadische Viehzüchter und Händler weitreichende Verbindungen, lange bevor koloniale Grenzen gezogen wurden. Bereits im 16. Jahrhundert kam es zu einem schweren Konflikt zwischen dem christlichen Kaiserreich Abessinien (Äthiopien) und dem muslimischen Adal-Sultanat im heutigen Somalia: 1529 fielen Truppen Adals unter Ahmad ibn Ibrahim al-Ghazi mit Unterstützung des Osmanischen Reiches in Äthiopien ein und verwüsteten das Land über 14 Jahre, bis eine Allianz mit portugiesischer Hilfe den Angriff zurückschlug. Dieser Krieg hinterließ ein Erbe von Misstrauen, das bis in die Neuzeit nachwirkte.

### Kolonialzeit und Unabhängigkeit beider Staaten

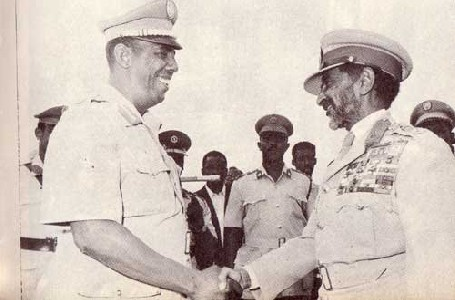
Siad Barre (links) und Haile Selassie (rechts) in der Zeit vor dem Ogadenkrieg

Im 19. Jahrhundert dehnte Kaiser Menelik II. das äthiopische Reich nach Osten aus und brachte große Teile des Somali-Gebiets (Ogaden) unter seine Kontrolle.  1896, unmittelbar nach dem italienisch-äthiopischen Krieg, besetzte Menelik Ogaden und vereitelte so italienische Kolonialansprüche in dieser Region. Die Grenzziehung blieb jedoch umstritten: Italien beanspruchte Teile des Ogaden von seiner Kolonie Somaliland aus und provozierte 1934 einen Grenzzwischenfall (Walwal-Zwischenfall). In der Folge eroberte Italien 1935/36 im Zweiten Italienisch-Äthiopischen Krieg ganz Äthiopien – inklusive Ogaden – und gliederte das Gebiet in Italienisch-Ostafrika ein. Nach der Befreiung Äthiopiens durch alliierte Truppen 1941 verblieb die Region Ogaden zunächst unter britischer Militärverwaltung, bis er 1948 formell an Äthiopien zurückgegeben wurde. Somalische Nationalisten betrachteten diese Eingliederung mit Unmut, da sie anstrebten, alle Somali-Gebiete in einem eigenen Staat zu vereinen.
Mit der Unabhängigkeit Somalias 1960 verschärften sich die Spannungen um die Grenzen. 1964 kam es erstmals zu Grenzgefechten zwischen Somalia und Äthiopien im Ogaden-Gebiet. Somalia unterstützte zudem Untergrundorganisationen wie die Westsomalische Befreiungsfront (Western Somali Liberation Front, WSLF), die gegen die äthiopische Herrschaft im Ogaden kämpften. Auf der anderen Seite förderte Äthiopien exilsomalische Rebellen (u. a. in Somaliland), um die Regierung in Mogadischu zu schwächen. 1974 putschte sich in Äthiopien ein sozialistisches Militärregime (Derg) an die Macht, während Somalia unter Siad Barre sich zunehmend an der Sowjetunion ausrichtete, die Somalias Streitkräfte aufrüstete. Barre verfolgte offen den Anspruch eines „Groß-Somalia“ und bereitete eine militärische Lösung des Ogaden-Streits vor.

### Ogadenkrieg

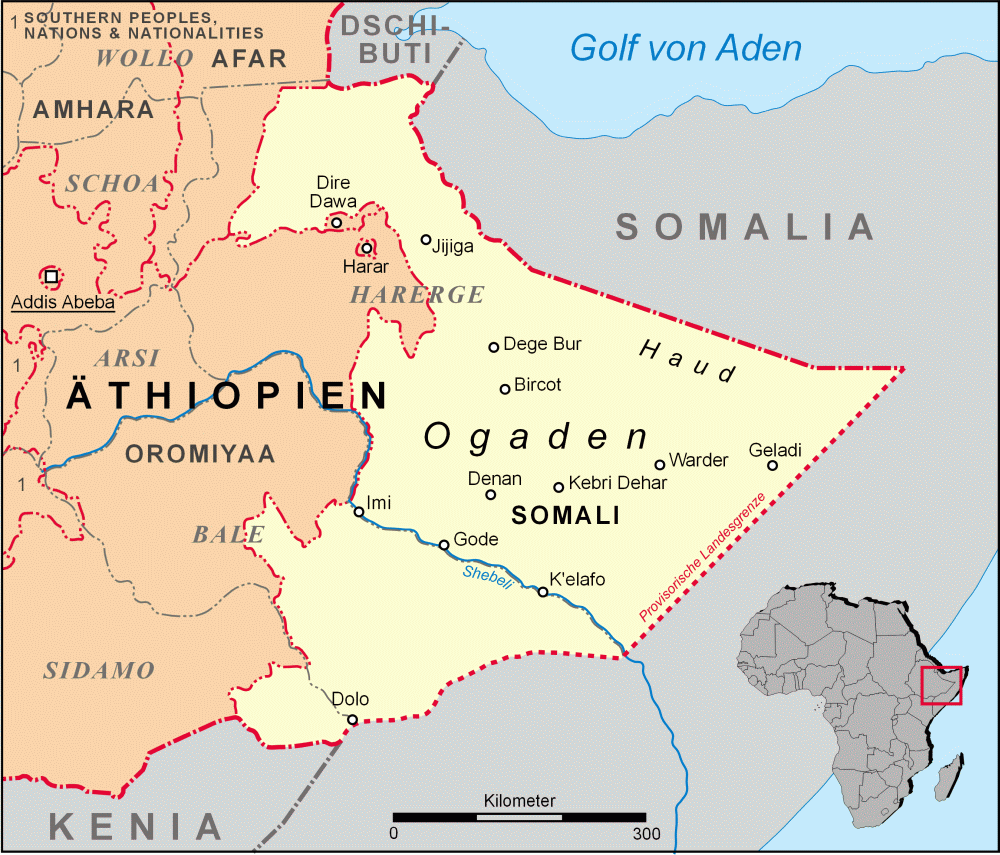
Karte der Region Ogaden

Im Juli 1977 marschierte Somalia in Ogaden ein, um die überwiegend von Somali besiedelte Region zu annektieren. Unterstützt wurden die Truppen von WSLF-Guerillas. Sie konnten anfängliche Geländegewinne verzeichnen und Äthiopien geriet zunächst in die Defensive. Ab Ende 1977 wechselte Moskau jedoch die Seiten: Massive sowjetische Waffenhilfe und die Entsendung kubanischer Kampfverbände drehten den Kriegsverlauf zugunsten Äthiopiens. Bis März 1978 wurden die somalischen Einheiten vollständig aus dem Ogaden zurückgedrängt. Der blutige Ogadenkrieg forderte hohe Verluste auf beiden Seiten und hatte verheerende humanitäre Folgen: Hunderttausende Zivilisten flohen vor Kämpfen und Vergeltungsakten, bis Anfang der 1980er waren über 1,5 Millionen Ogaden-Somali als Flüchtlinge ins benachbarte Somalia gelang.
Die Niederlage markierte das Scheitern von Barres irredentistischen Ambitionen; Somalia brach die diplomatischen Beziehungen zu Addis Abeba ab, und das Verhältnis blieb über die 1980er Jahre eisig. Beide Regime unterstützten fortan wechselseitig Aufstandsbewegungen im jeweils anderen Land: Äthiopien bot exilsomalischen Oppositionsgruppen (z. B. der Somali National Movement im Norden) Rückzugsräume, während Somalia weiterhin die WSLF und separatistische Kräfte in Ostäthiopien förderte. 1988 unterschrieben Siad Barre und Äthiopiens Machthaber Mengistu Haile Mariam ein Abkommen zur Einstellung dieser gegenseitigen Einmischungen, was jedoch bereits wenige Jahre später durch den Kollaps beider Regime obsolet wurde.

### Bürgerkrieg in Somalia und Kampf gegen den Islamismus
1991 stürzte die autoritäre Regierung Siad Barres und Somalia versank in einen langwierigen Bürgerkrieg. Der somalische Staat brach vollständig zusammen und Islamisten, Milizen, Clans und Kriminelle füllten das Machtvakuum und teilten das Land auf.  Äthiopien sah die Anarchie im Nachbarland mit Sorge und betrachtete ein instabiles, von bewaffneten Gruppen kontrolliertes Somalia als Sicherheitsrisiko. Unter dem Vorwand des Selbstschutzes begann Addis Abeba, sich aktiv in somalische Konflikte einzumischen. So ging Äthiopien in den 1990er Jahren wiederholt gegen Islamisten in grenznahen Orten militärisch vor. 
2004 entstand mit äthiopischer Rückendeckung die Übergangsregierung Somalias (Transitional Federal Government, TFG). Ein Wendepunkt war 2006 die Machtübernahme der Union Islamischer Gerichte (ICU) in Mogadischu. Die ICU, ein Dachverband islamistischer Scharia-Gerichte, brachte weite Teile Südsomalias unter ihre Kontrolle. Addis Abeba befürchtete die Etablierung eines radikalislamischen Regimes an seiner Grenze, das auch separatistische Tendenzen im Ogaden befeuern könnte. Im Dezember 2006 griffen äthiopische Truppen auf Bitte der TFG in den somalischen Bürgerkrieg ein und besetzten binnen weniger Wochen Mogadischu. Die Intervention vertrieb die ICU zwar von der Macht, stieß jedoch auf heftigen Widerstand in der somalischen Bevölkerung und bei aufständischen Milizen. In der Folge formierte sich die islamistische Al-Shabaab-Miliz aus den Trümmern der ICU – sie trat an, die äthiopischen Besatzer und die schwache Übergangsregierung zu bekämpfen. Bis 2009 blieben äthiopische Verbände in Somalia und zogen sich dann vorerst zurück, nachdem internationale Vermittlung eine neue somalische Regierung unter Einbeziehung moderater Islamisten ermöglicht hatte.

### Beziehungen seit den 2010er Jahren

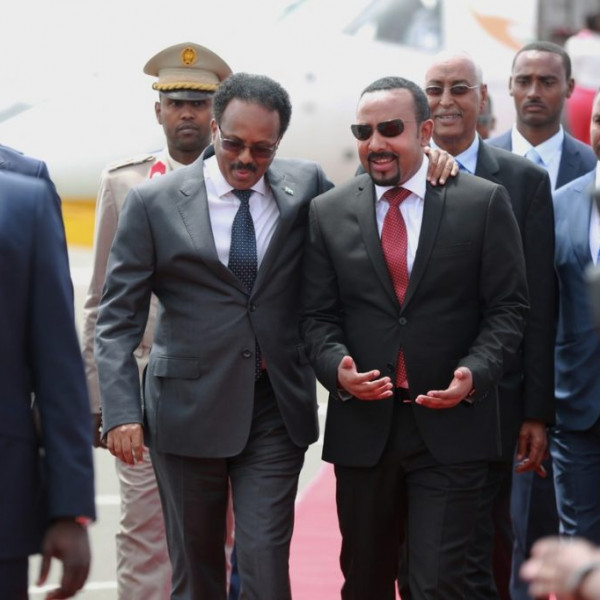
Mohamed Abdullahi Mohamed (links) mit Abiy Ahmed (2021)

Bereits ab 2010 intervenierte Addis Abeba erneut punktuell gegen Al-Shabaab und integrierte 2014 schließlich mehrere tausend Soldaten in die Mission der Afrikanischen Union in Somalia (AMISOM). Äthiopien galt als Schutzmacht der schwachen somalischen Zentralregierung und als unverzichtbarer Partner im Kampf gegen den dschihadistischen Aufstand, auch wenn Vorbehalte gegenüber dem Nachbarn verblieben. 2012 eröffnete Äthiopien wieder eine Botschaft in Mogadischu, nachdem dort erstmals seit Jahrzehnten eine dauerhafte Regierung gebildet worden war. 2018 kam es zu einer bemerkenswerten Annäherung im Horn von Afrika: Äthiopiens reformorientierter Premier Abiy Ahmed schloss Frieden mit Eritrea und initiierte gemeinsam mit Somalias Präsident Mohamed Abdullahi Mohamed und Eritreas Präsident Isayas Afewerki eine trilaterale Kooperation. In Asmara unterzeichneten die drei Staatschefs 2018 ein Abkommen über Zusammenarbeit in Bereichen wie Handel, Entwicklung und Sicherheit.
2022 übernahm Hassan Sheikh Mohamud erneut die somalische Präsidentschaft und forcierte eine Offensive gegen Al-Shabaab. Unter seiner Regierung verschlechterten sich die Beziehungen zu Äthiopien abrupt, ausgelöst durch ein weitreichendes Abkommen Äthiopiens mit der abtrünnigen Region Somaliland 2024, das Somalia als Verletzung seiner Souveränität wertete. Somalia brach deshalb im April 2024 die diplomatischen Beziehungen ab und wies den äthiopischen Botschafter aus. Präsident Mohamud begann eine sicherheitspolitische Allianz mit Ägypten – Äthiopiens Rivale im Streit um das Nilwasser – und erhielt im August 2024 Waffenlieferungen aus Kairo, wodurch ein Flächenbrand am Horn von Afrika drohte. Nach Vermittlung des türkischen Präsidenten Recep Tayyip Erdoğan verkündeten Äthiopien und Somalia Anfang 2025 offiziell die Wiederaufnahme diplomatischer Beziehungen und eine Verstärkung ihrer sicherheitspolitischen Kooperation.

## Äthiopien und Somaliland
Somaliland, der nordwestliche Landesteil Somalias (ehemals Britisch-Somaliland), erklärte 1991 einseitig seine Unabhängigkeit. International wird Somaliland bislang nicht als souveräner Staat anerkannt, doch hält es seit Jahrzehnten eine stabile eigene Regierung und sucht auswärtige Beziehungen. Äthiopien pflegt zu Somaliland eine besondere, pragmatische Partnerschaft. Bereits in den frühen 1990er Jahren – kurz nach Somalilands Abspaltung – eröffnete Äthiopien ein Konsulat in Hargeisa, um den Austausch zu erleichtern.  Offiziell erkennt Addis Abeba Somaliland nicht als unabhängig an, gleichwohl wurden über die Jahre diverse Abkommen geschlossen.  Ein Schlüsselprojekt ist der Hafen Berbera, der von Somaliland ausgebaut und vom emiratischen Investor DP World betrieben wird. 2017 erhielt Äthiopien die Option, 19 % der Anteile am Hafen Berbera zu erwerben, um sich einen Alternativ-Zugang zum Meer neben Dschibuti zu sichern. Obwohl dieser Anteil letztlich 2022 verfiel (Äthiopien konnte die Investitionssumme nicht fristgerecht aufbringen), intensivierte sich der bilaterale Handel über den „Berbera-Korridor“. Eine neue Straßenverbindung von Berbera über Hargeisa zur äthiopischen Grenze wurde bis 2021 fertiggestellt, um einen Transportkorridor zu etablieren.
Ende 2023 ging Äthiopien noch einen Schritt weiter: Am 3. Januar 2024 unterzeichneten Premierminister Abiy Ahmed und Somalilands Präsident Muse Bihi Abdi ein umfassendes Kooperationsabkommen. Das Memorandum of Understanding sah vor, dass Äthiopien für 50 Jahre einen 20 km langen Küstenstreifen in Somaliland pachtet, um dort einen Marinestützpunkt zu errichten und einen bevorzugten Zugang zu den Häfen Somalilands bekommt. Im Gegenzug stellte die äthiopische Regierung eine diplomatische Anerkennung Somalias in Aussicht, was einen diplomatischen Streit mit Somalia auslöste.

## Somali in Äthiopien

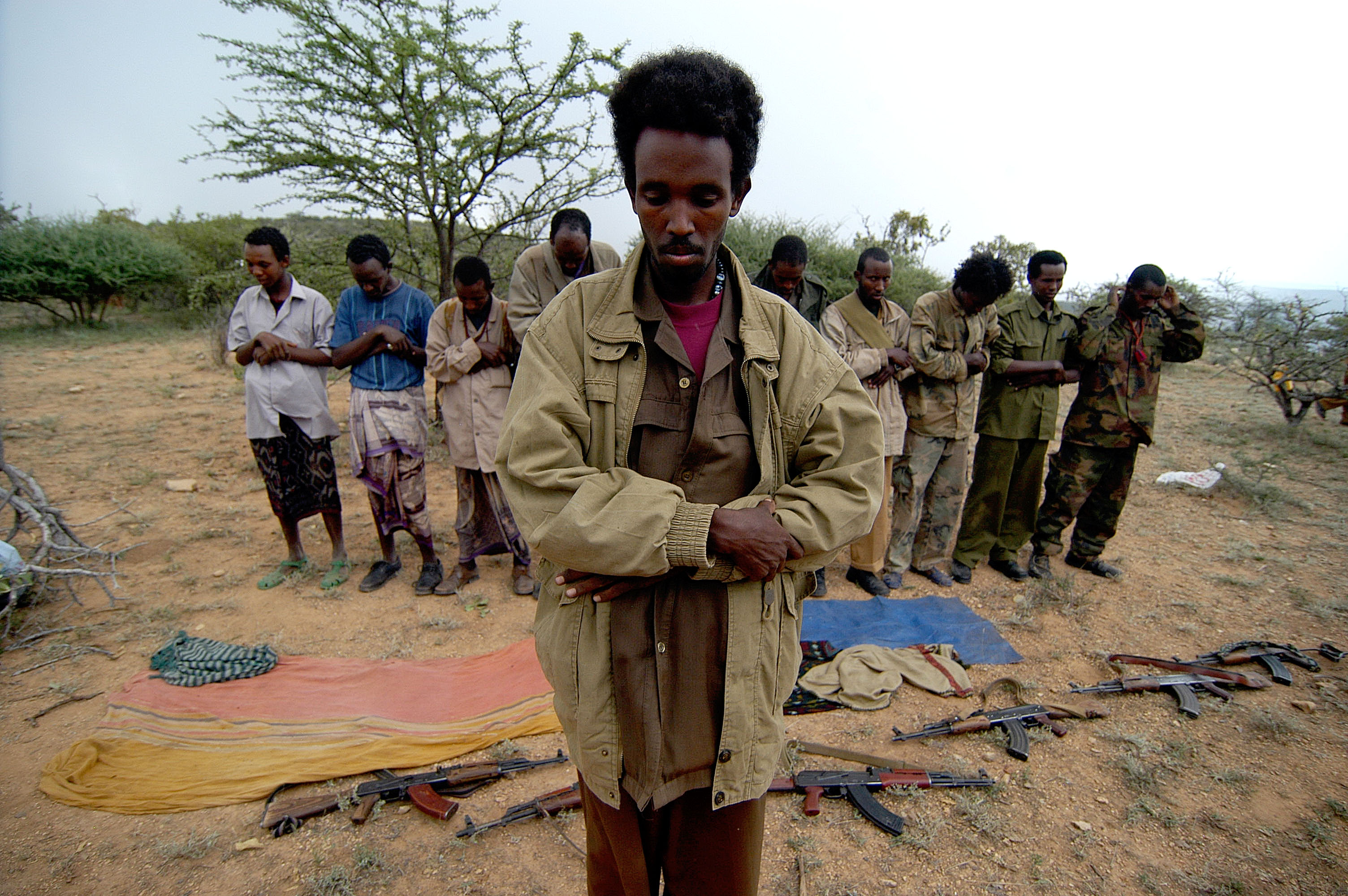
Kämpfer der Ogaden National Liberation Front beim Gebet (2006)

In Äthiopien leben schätzungsweise 6–8 Millionen ethnische Somali, vor allem in der östlichen Somali-Region. Diese Bevölkerungsgruppe gehört fast ausschließlich dem Islam an und spricht Somali als Muttersprache – kulturell fühlen sie sich eng mit den Somalis jenseits der Grenze verbunden, da Clanbeziehungen über die Grenzen beider Staaten hinweg bestehen. Die traditionelle Lebensweise (nomadische Viehhaltung, clanbasierte Gesellschaft), Religion und Sprache der Somali unterscheiden sich deutlich von den dominierenden christlich-orthodoxen Hochlandkulturen Äthiopiens. Dies hat zu einer gewissen Entfremdung geführt, auch da die Somali-Region zu den ärmsten und rückständigsten Gebieten Äthiopiens gehört. Diese Faktoren haben einen anhaltenden Aufstand im Ogaden begünstigt, der seit 1984 hauptsächlich von der Ogaden National Liberation Front angeführt wird. Dennoch ist die Somali-Kultur heute fester Bestandteil des äthiopischen Bundesstaats: Somali ist eine anerkannte Regionalsprache, und es existieren eigene Somali-Medien, Schulen und Verwaltungen in Äthiopien.